# Никулино (городской округ Истра)
Никулино (ранее Преображенское, Микулино) — деревня в Лучинском сельском поселении Истринского района Московской области. Население — 134 чел. (2010).

## География
В деревне имеются 5 улиц и переулок, зарегистрировано 2 садовых товарищества. С Истрой деревня связана автобусным сообщением (автобус № 32).
Никулино расположено на правом берегу реки Истры, в 1 км от западной окраины Истры, высота над уровнем моря 209 м. С севера к Никулино примыкает посёлок Северный.

## История
В селе с 1622 года до начала XX века существовала деревянная церковь: вначале Казанская, с 1699 года — Преображенская с Никольским приделом.
У деревни, южнее Бужаровского шоссе, находится Братская могила советских воинов, погибших в годы Великой Отечественной войны 1941—1945 гг.

## Население
| 2002 | 2006 | 2010 |
| ---- | ---- | ---- |
| 142  | ↘114 | ↗134 |